# De stora filosoferna
De stora filosoferna (Klassiker der Philosophie) är ett tvåbandsverk från 1995 av Otfried Höffe som behandlar filosofer från antiken till modern tid.

## Del 1
- Försokratikerna
- Platon
- Aristoteles
- Epikuros
- Stoikerna
- Plotinos
- Augustinus
- Anselm av Canterbury
- Thomas av Aquino
- Wilhelm av Ockham
- Nicolaus Cusanus

### Del 2
- Francis Bacon
- Thomas Hobbes
- René Descartes
- Blaise Pascal
- Baruch Spinoza
- John Locke
- Gottfried Wilhelm Leibniz
- Franska upplysningsfilosofer
- David Hume
- Immanuel Kant
- Johann Gottlieb Fichte
- Friedrich Hegel
- Friedrich von Schelling
- Arthur Schopenhauer
- John Stuart Mill
- Søren Kierkegaard
- Karl Marx
- Friedrich Nietzsche